# Zakspeed 881
A Zakspeed 881 egy Formula–1-es versenyautó, melyet a Zakspeed csapat versenyeztetett az 1988-as Formula–1 világbajnokság során. Pilótái Piercarlo Ghinzani és Bernd Schneider voltak.

## Áttekintés
A turbókorszak utolsó évében a csapat nem épített teljesen új autót, az leginkább az előző évi 871-es modell átdolgozása volt. Motort sem cseréltek, hanem továbbra is a saját tervezésű és építésű turbómotorjukkal versenyeztek. Versenyzőpárosukat lecserélték, a Ghinzani-Schneider duóval álltak rajthoz.
Rendkívül sikertelen konstrukció volt, mindkét versenyző küszködött az autóval, amely gyakran még a szívómotorosokkal sem tudta tartani a tempót. A brit nagydíjon, ami kimondottan a turbóknak kedvező pálya volt, egyik Zakspeed sem tudott kvalifikálni, egyedül az ilyen csapatok közül. A megbízhatósággal is komoly gondok voltak, rengeteg kiesés történt valamilyen műszaki hiba miatt. Az előző évhez képest teljes volt a visszaesés, hiszen már pontot sem szereztek, és emiatt 1989-re prekvalifikációra kényszerültek.
A Zakspeed motorjai körülbelül 640 lóerőt tudtak, amelyek alig maradtak el a Honda és a Ferrari V6-osaitól, és nagyjából egy szinten lehettek a hasonlóan soros négyhengeres kialakítású Megatron-motorokkal. Viszont jó 20 kg-mal lehezebb is volt az egész autó, ami csökkentette a teljesítménytöbbletet.
A legjobb eredményük egy 12. hely volt, méghozzá a német nagydíjon, Schneider hazai futamán. Ezen a versenyen mindkét autójuk célba ért, amire egész idényben nem volt példa máskor. 

## Eredmények
| Év   | Csapat               | Motor           | Gumik | Pilóták            | 1   | 2   | 3   | 4   | 5   | 6   | 7   | 8   | 9   | 10  | 11  | 12  | 13  | 14  | 15  | 16  | Pontok | Helyezés |
| ---- | -------------------- | --------------- | ----- | ------------------ | --- | --- | --- | --- | --- | --- | --- | --- | --- | --- | --- | --- | --- | --- | --- | --- | ------ | -------- |
| 1988 | West Zakspeed Racing | Zakspeed 1500/4 | G     |                    | BRA | SMR | MON | MEX | CAN | DET | FRA | GBR | GER | HUN | BEL | ITA | POR | ESP | JPN | AUS | 0      | -        |
| 1988 | West Zakspeed Racing | Zakspeed 1500/4 | G     | Piercarlo Ghinzani | NK  | KI  | KI  | 15  | 14  | NK  | KIZ | NK  | 14  | NK  | KI  | KI  | NK  | NK  | NK  | KI  | 0      | -        |
| 1988 | West Zakspeed Racing | Zakspeed 1500/4 | G     | Bernd Schneider    | NK  | NK  | NK  | KI  | NK  | NK  | KI  | NK  | 12  | NK  | 13  | KI  | NK  | NK  | KI  | NK  | 0      | -        |

† - nem fejezte be a futamot, de rangsorolták, mert teljesítette a versenytáv 90 százalékát

## Forráshivatkozások
1. ↑  Zakspeed 881 • STATS F1. www.statsf1.com. (Hozzáférés: 2025. április 7.)
2. ↑  Az NSZK-csapata, vagyis a Zakspeed-sztori… (magyar nyelven). Napi F1 sztori, 2020. április 9. (Hozzáférés: 2025. április 7.)
3. ↑  ZAKSPEED engine. www.gurneyflap.com. (Hozzáférés: 2025. április 7.)